# 牧の原宝保育園
牧の原宝保育園（まきのはらたからほいくえん）とは、千葉県印西市牧の原三丁目にある保育園である。

## 概要
千葉県印西市牧の原に位置している。社会福祉法人求宝福祉会が管理している。

## 保育
- 定員：80名　（2歳未満：21名、2歳以上59名）
- 対象：生後57日目から就学前までのお子さん
- 開園時間
  - 平日：午前7時00分 - 午後8時00分
  - 土曜：午前7時00分 - 午後5時00分
- 休園日：日曜、祝祭日、12月29日〜1月3日
- 給食：自園で調理した温かい食事を提供する（完全給食・法人直営）
- 敷地面積：約3000㎡[1]